# Attentat de la mosquée Id Gah de Kaboul
L'attentat de la mosquée Id Gah (aussi retranscrit Eid Gah) est un attentat-suicide perpétré contre la mosquée Id Gah (en) de Kaboul, le 3 octobre 2021, jour où s'y déroulait la prière funéraire de la mère de Zabihullah Mujahid, porte-parole des taliban et vice-ministre de l'Information et de la Culture de l'émirat islamique d'Afghanistan, décédée une semaine auparavant. L'organisation terroriste Daech revendique l'attaque.

## Déroulement
Les taliban tiennent deux points de contrôle autour de la mosquée Id Gah (en). Le terroriste Misbah al-Kounari est parvenu à franchir le premier et s'est fait exploser à proximité du second, juste avant l'entrée du lieu de culte,. Il est à noter que l'édifice est situé non loin du siège du ministère de la Défense afghan (en).

## Victimes
Le premier bilan humain post-attentat dressé par les taliban fait état d'au moins 2 civils tués et de 3 blessés,. Il est rapidement revu à la hausse dans la soirée lorsque le porte-parole du ministère de l'Intérieur (en) Qari Saeed Khosty déclare que « cinq personnes ont été tuées ». Un hôpital d'urgence financé par l'Italie affirme pour sa part avoir reçu quatre patients blessés dans l'explosion. Sur les médias sociaux, de nombreux rapports font quant à eux état de 12 morts et de plus de 30 blessés,.

## Responsabilité
Dans un premier temps, l'attentat n'est pas revendiqué. Mais dès le lendemain, Daech le revendique et l'attribue à un kamikaze du nom de Misbah al-Kounari par le biais d'un communiqué de son agence de presse, Amaq.

## Réactions
Les taliban réagissent rapidement à l'attaque en procédant à l'interpellation de trois suspects le soir même. Dans la nuit du 3 au 4 octobre 2021, une unité spéciale des taliban est impliquée dans un raid contre une cellule de Daech dans le quartier kaboulien de Khair Khāna (en). Un responsable du gouvernement afghan déclare à l'AFP que 5 personnes sont mortes dans la confrontation et 11 autres blessées, affirmant également que des civils et des taliban sont au nombre des victimes. Zabihullah Mujahid, porte-parole des taliban et vice-ministre de l'Information et de la Culture de l'émirat islamique d'Afghanistan, affirme pour sa part que l'« l'opération [...] a été très décisive et réussie » et que « la base de l'État islamique a été complètement détruite et tous les membres de l'État islamique qui s'y trouvaient ont été tués ». Daech reconnaît l'existence des affrontements peu de temps après mais préfèrent parler de « combats épiques contre la milice apostate » à leur sujet.